# Dragon (космічний корабель)
Dragon — космічний апарат, розроблений компанією SpaceX з Хоуторна, Каліфорнія.
У грудні 2010 року він став першим приватним космічним кораблем, виведеним на орбіту. Першочерговим завданням корабля «Dragon» є доставлення вантажів NASA для Міжнародної космічної станції та їх повернення. «Dragon» був розроблений так, щоб він міг перевозити до семи осіб, або космонавтів і вантажі, з низької навколоземної орбіти. Ці рейси проходять в рамках програми «Комерційних Орбітальних перевезень (COTS)». За цією програмою SpaceX підписала контракти щодо Commercial Resupply Services на 20 польотів (перша фаза програми CRS).
Теплозахисний екран Dragon витримує швидкості та нагрів під час входження в атмосферу Землі, а також майбутніх місячних і марсіанських космічних польотів.
Його створення частково фінансується з коштів, отриманих у рамках Угоди з НАСА щодо Комерційних Орбітальних перевезень.
Починаючи з 2012-го, Dragon є єдиним у світі вантажним космічним кораблем, що здатен повертатися на Землю

## Партнерство з НАСА
У 2005 році НАСА запропонувало комерційним компаніям ракето-космічної галузі пропозиції щодо можливих варіантів надання ними комерційних транспортних послуг із доставлення вантажів та членів екіпажу на орбіту (COTS). Ця програма передбачала б постачання вантажів (Commercial Resupply Services) та доставлення екіпажів на борт МКС на комерційній основі, й мала замінити систему Спейс Шаттл, яку знімали з експлуатації.
Космічний корабель SpaceX Dragon був частиною пропозиції від компанії SpaceX і був представлений НАСА в березні 2006 року. Команда SpaceX виступила з пропозицією по програмі COTS разом з компанією MD Robotics — канадською компанією, яка збудувала Canadarm2 для МКС. 18 серпня 2006 НАСА оголосило, що компанія була однією з двох обраних для доставки екіпажів та вантажу до Міжнародної космічної станції (МКС) в рамках програми комерційних орбітальних транспортних послуг (COTS). SpaceX запропонувала здійснювати доставку екіпажів та вантажів шляхом використання корабля Dragon.

## Модифікації

### SpaceX Dragon XL
Версія корабля SpaceX Dragon XL була обрана NASA, в якості першого комерційного транспорту за договором «Gateway Logistics Services» для доставлення вантажів, експериментів та іншого постачання до станції Lunar Orbital Platform-Gateway на місячній орбіті. Цей договір є важливим кроком вперед для програми НАСА «Артеміда», яка до 2024 року передбачає висадку людей на Місяці та забезпечить постійну присутність людини на Місяці..
Згідно з вимогами NASA, Dragon XL буде здатний доставляти на станцію до п'яти тонн вантажів за один політ, причому як в зовнішніх відсіках, так і в герметичному внутрішньому. Після автоматичного стикування зі станцією Dragon XL повинен мати можливість нормально функціонувати в такому стані протягом як мінімум року, хоча NASA розраховує, що частина місій буде коротше — близько пів року.  У космос Dragon XL буде відправляти надважка ракета Falcon Heavy.

### Марсіанська місія «Red Dragon»
У липні 2011 року стало відомо, що Дослідницький центр Еймса розробляє концепцію недорогої марсіанської дослідницької місії з використанням носія Falcon Heavy і капсули SpaceX Dragon. Капсула мала б увійти в марсіанську атмосферу і стати платформою для виконання дослідницьких експериментів на поверхні планети. Концепцію було запропоновано у 2012/2013 в рамках програми NASA Discovery. Запуск планували на 2018 рік, а прибути на Марс апарат мав за кілька місяців. Однією з наукових задач місії буде пошук ознак життя на Марсі — виявлення «молекул, які є доказом життя, як ДНК або перхлоратів… доказів життя на основі біомолекул…» Red Dragon буде здійснювати буріння на глибину 100 см, сподіваючись віднайти поклади льоду.
Місія мала прогнозовану вартість на рівні менше ніж 425 000 000 USD, не включаючи вартість запуску. Попередні плани показують, що «по суті незмінена» капсула корабля SpaceX Dragon має можливість доставляти на поверхню Марса близько 1000 кг корисного навантаження.
Red Dragon мав використовувати ту ж систему для спуску і посадки, яку використовують для запусків на LEO пілотованих версій капсули. Попередній аналіз показував, що Dragon «володіє більшістю функцій, необхідних для марсіанської посадкової капсули» і був би здатний виконувати необхідні функції сходу з орбіти, спуску і посадки, включаючи гальмування з гіперзвукової до надзвукової швидкості, ініціацію виконання точного приземлення на придатну ділянку й контрольовану м'яку посадку, економічно ефективну для NASA.
Надалі проєкт Red Dragon було скасовано на користь інших дослідницьких програм.

## Конструкція
SpaceX Dragon складається з двох модулів: командного-агрегатного відсіку конічної форми і перехідника для стикування з другим ступенем РН, який служить як негерметичний контейнер для розміщення вантажів та одноразового обладнання — сонячних батарей і радіаторів системи охолодження.
Енергопостачання корабля, як і у російського «Союзу» забезпечується сонячними батареями і акумуляторами. На відміну від американського КК Apollo, а також розроблюваного російського проєкту Перспективною пілотованої транспортної системи, корабля NASA Orion та CST-100 компанії «Боїнг», «Dragon» є практично моноблоковим кораблем.
Рушійна установка, паливні баки, акумулятори та інше обладнання агрегатного відсіку повертається разом з кораблем, що є унікальним. На першому етапі розвитку (вантажний КК) заплановано стикування з МКС, з причини відсутності системи автономного стикування, у такий же спосіб, як і стикування японського HTV.
Dragon розробляється в декількох модифікаціях:
- пілотованій (екіпаж до 7 осіб);
- вантажно-пасажирській (екіпаж 4 людини + 2,5 тонни вантажів),
- вантажний (саме в цьому варіанті його і будуть використовувати на перших порах);
- для автономних польотів (DragonLab).

## Заплановані та здійснені польоти
SpaceX отримала ліцензію на здійснення космічного польоту КК Dragon. Федеральне управління цивільної авіації США видало компанії першу комерційну ліцензію на запуск і посадку багаторазових космічних кораблів. Згідно з цим документом, SpaceX може протягом року здійснити понад 200 запусків, якщо дозволять технічні можливості.
Згідно з контрактом, укладеним між NASA і «SpaceX», остання повинна здійснити 15 пусків «Falcon 9» — три випробувальних і 12 штатних місій з доставлення вантажів на МКС. Перший політ до станції здійснено в 2011. Льотні випробування «Falcon 9» і корабля «Dragon» вже не раз відкладалися. Раніше повідомлялося, що «SpaceX» не вдавалося отримати сертифікат на «одну з критично важливих систем ракети-носія».

### Перший запуск
Перший запуск Falcon 9 відбувся 4 червня 2010 року з мису Канаверал о 18:45 за UTC. О 18:54 відокремився другий ступінь і ракета-носій успішно вийшла на орбіту. Ракета була запущена з другої спроби. Перший запуск був скасований за кілька секунд до старту через технічні неполадки. Під час першого польоту Falcon 9 на РН була встановлена модифікація корабля Dragon Qualification Spacecraft для проведення аеродинамічних випробувань.
Другий ступінь РН з встановленим на ньому макетом космічного корабля Dragon вийшов на близьку до розрахункової низьку навколоземну орбіту з параметрами:
- нахил —  34,5°;
- мінімальна висота (у перигеї) — 245,0 км;
- максимальна висота (в апогеї) — 272,8 км;
- період обертання — 89,52 хв.

Варто зазначити, що перший пуск Falcon 9 був не настільки успішним. Наприклад, після включення розгінного блоку з'явилося помітне зміщення по крену, а перший ступінь, який повинен був відпрацювати як багаторазовий, був пошкоджений і не підлягає повторному використанню.
12 серпня 2010 в районі затоки Морро на тихоокеанському узбережжі США були успішно проведені випробування парашутної системи, призначеної для корабля Dragon. Капсула була піднята на вертольоті на висоту 4,2 км і скинута вниз. Гальмівні і основні парашути спрацювали штатно, нормально опустивши апарат на поверхню океану. При цьому астронавти в кораблі будуть відчувати при приводнюванні перевантаження не більше 2-3 g.

### Перший орбітальний політ
8 грудня 2010 о 10:43 EST з мису Канаверал успішно стартувала ракета-носій Falcon 9 з КК Dragon C-1. Через десять хвилин після старту капсула відокремилася від ракети-носія і досягла орбіти.
Корабель вийшов на орбіту, двічі облетів Землю на висоті 300 км, після чого пішов на зниження. Корабель увійшов в атмосферу, розкрив парашути й, згідно з планом польоту, приводнився в Тихому океані о 19:04 за Гринвічем (21:04 за Києвом).
Протягом місії були представлені можливості «Dragon» з переходу з орбіти на орбіту, а також передача телеметрії, проходження команд, видача імпульсу на схід з орбіти й приводнення з використанням парашутної системи в Тихий океан недалеко від узбережжя Каліфорнії.
На борту космічного корабля Dragon перебував «абсолютно секретний вантаж», інформація про який була розкрита тільки після приводнення капсули. Як виявилося, це була голівка сиру, яка перебувала в спеціальному контейнері, прикрученому до підлоги корабля.

### Графік тестових польотів

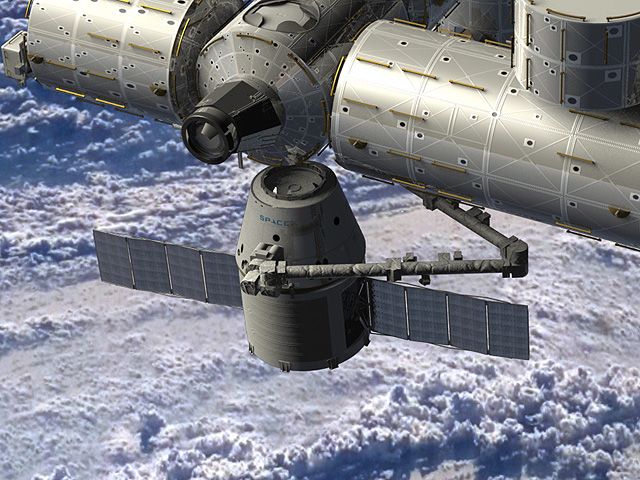
КК Dragon, пристикований до МКС

- У першому польоті передбачено відділення від ракети-носія на орбіті, передачу телеметрії, отримання команд із Землі, демонстрацію орбітального маневрування, терморегуляції, входження в атмосферу (тривалість 5 годин) — успішно виконано 8 грудня 2010 року.
- У другому — підхід до МКС на 10 км (без здійснення стикування), радіозв'язок і керування з борта МКС (тривалість 5 днів).
- Третій політ — перша місія з доставлення вантажів на МКС (тривалість 3 дні).

### Місії COTS/CRS
Список включає здійснені та заплановані зараз місії. Всі місії COTS/CRS зараз плануються до запуску зі стартового комплексу 40 на мисі Канаверал.
| Назва місії         | Дата запуску      | Примітки |
| ------------------- | ----------------- | --- |
| COTS Demo Flight 1  | 08.12.2010        | Перша місія Dragon (без вантажного відсіку), другий запуск Falcon 9 |
| COTS Demo Flight 2+ | 22.05.2012        | Перша місія Дракона з повним оснащенням космічного корабля, перша місія по зближенню і перша місія зістикування з МКС |
| SpaceX CRS-1        | 07.10.2012        | Перша CRS-місія до МКС, перша не-демо-місія |
| SpaceX CRS-2        | 01.03.2013        | Друга комерційна місія до МКС. Корабель доставив до МКС 677 кг вантажу, 575 кг без упаковки, 81 кг речей для екіпажу, 347 кг наукових дослідів і експериментів апаратні, 135 кг обладнання для станцій та інших різних предметів. |
| SpaceX CRS-3        | 18.04.2014        | Третя комерційна місія до МКС |
| SpaceX CRS-4        | 21.09.2014        | Четверта комерційна місія до МКС. Вперше на борту летять 20 лабораторних мишей. |
| SpaceX CRS-5        | 10.01.2015        | П'ята комерційна місія до МКС. У герметичному відсіку доставлено на МКС 1901 кг (1823 кг без матеріалу пакування) корисного вантажу. У негерметичному відсіку — система CATS (494 кг). |
| SpaceX CRS-6        | 14.04.2015        | Шоста комерційна місія до МКС |
| SpaceX CRS-7        | 28.06.2015        | Сьома комерційна місія до МКС. Запуск невдалий — вибух ракетоносія через 2 хвилини 19 секунд після запуску двигунів. |
| SpaceX CRS-8        | 08.04.2016        | Корабель доставив до МКС 3136 кг корисного вантажу, у тому числі експериментальний модуль BEAM компанії Bigelow Aerospace |
| SpaceX CRS-9        | 18 липня 2016     | Корабель доставив на замовлення НАСА до МКС 2257 кг корисного навантаження, у тому числі новий стикувальний адаптер (порт) для майбутніх пілотованих космічних кораблів Dragon V2 та CST-100 |
| SpaceX CRS-10       | 19 лютого 2017    | Корабель доставив до МКС 1530 кг вантажу (з урахуванням упаковки) в герметичному відсіку та 960 кг — у негерметичному. |
| SpaceX CRS-11       | 3 червня 2017     | Місія доставки вантажу до МКС. Вага корисного вантажу в герметичному відсіку складає 1 737 кг і 1 573 кг — в негерметичному. |
| SpaceX CRS-12       | 14 серпня 2017    | Місія доставки вантажу до МКС. Вага корисного вантажу становить 2910 кг. У герметичному відсіку 1652 кг вантажу. |
| SpaceX CRS-13       | 15 грудня 2017    | Місія доставки вантажу до МКС. Вага корисного вантажу становить 2205 кг. У герметичному відсіку 1560 кг вантажу. |
| SpaceX CRS-14       | 2 квітня 2018     | Місія доставки вантажу до МКС. Вага корисного вантажу становить бл. 2630 кг. Після приблизно одного місяця перебування на Міжнародній космічній станції Dragon повернувся на Землю з вагою більше 1769 кг. Falcon 9 і корабль Dragon для місії CRS-14 вже перевірені польотами. Falcon 9 раніше підтримував місію CRS-12, а Dragon раніше підтримував місію CRS-8. 5 травня 2018 вантажний космічний корабель провів успішне відстикування від Міжнародної космічної станції, після чого вдало приводнився в заданому районі Тихого океану. |
| SpaceX CRS-15       | 29 червня 2018    | Місія доставки вантажу до МКС. Вага корисного вантажу становить 2697 кг. Повторний політ корабля, який раніше використовували для місії SpaceX CRS-9. Повторне використання першого ступеня B1045 ракети-носія Falcon 9, який до цього використовували під час запуску космічного телескопу TESS, у квітні 2018 року. Відстикування відбулося 3 серпня 2018, після чого вдало приводнився в заданому районі Тихого океану. |
| SpaceX CRS-16       | 29 листопада 2018 | Місія доставки вантажу до МКС. Доставлено 2540 кг вантажу, серед якого — харчові продукти, вода, обладнання та матеріали для наукових експериментів. |
| SpaceX CRS-17       | 4 травня 2019     | Місія доставки вантажу до МКС. Доставлено 2482 кг вантажу, серед якого — харчові продукти, вода, обладнання та матеріали для наукових експериментів. Відстикування відбулося 3 червня, приводнення в Тихому океані — 4 червня. |
| SpaceX CRS-18       | 25 липня 2019     | Місія доставки вантажу до МКС. Доставлено 2312 кг вантажу, серед якого — харчові продукти, вода, обладнання та матеріали для наукових експериментів. Відстикування відбулося 27 серпня. |
| SpaceX CRS-19       | 5 грудня 2019     | Місія доставки вантажу до МКС. |
| SpaceX CRS-20       | 7 березня 2020    | Місія доставки вантажу до МКС. Доставлено 1977 кг корисного вантажу. |
| SpaceX CRS-21       | 6 грудня 2020     | Місія доставки вантажу до МКС. Доставлено 2972 кг корисного вантажу. |
| SpaceX CRS-22       | 3 червня 2020     | Місія доставки вантажу до МКС. Доставлено 3328 кг корисного вантажу. |
| SpaceX CRS-23       | 29 серпня 2021    | Місія доставки вантажу до МКС. Відстикування відбулося 30 вересня 2021, приводнення в Атлантичному океані — 1 жовтня 2021. |
| SpaceX CRS-24       | 21 грудня 2021    | Місія доставки вантажу до МКС. Доставлено понад 2989 кг корисного навантаження. Відстикування відбулося 23 січня 2022, приводнення в Атлантичному океані — 24 січня 2022. |
| SpaceX CRS-25       | 15 травня 2022    | Місія доставки вантажу до МКС. Доставлено 2630 кг корисного навантаження. Від'єднання відбулося 19 серпня 2022, приводнення в Атлантичному океані — 20 серпня 2022. |
| SpaceX CRS-26       | 21 листопада 2022 | Місія доставки вантажу до МКС. |
| SpaceX CRS-27       | 15 березня 2023   | Місія доставки вантажу до МКС. |
| SpaceX CRS-28       | 5 червня 2023     | Місія SpaceX з надання послуг комерційного постачання вантажу до МКС, в тому числі понад 7000 фунтів дослідницьких досліджень, приладдя для екіпажу та обладнання станції, включаючи дві сонячні батареї IROSA для їх розгортання на МКС. |
| SpaceX CRS-29       | 7 листопада 2023  | Місія доставки вантажу до МКС, у тому числі близько 3 тонн продовольства, обладнання та матеріалів для проведення наукових експериментів екіпажем станції. |
| SpaceX CRS-30       | 21 березня 2024   | Місія доставки вантажу до МКС, у тому числі продовольства, обладнання та матеріалів для проведення наукових експериментів. |
| SpaceX CRS-31       | 5 листопада 2024  | Місія доставки вантажу до МКС — продовольства, обладнання та матеріалів для проведення наукових експериментів. |
| SpaceX CRS-32       | 21 квітня 2025    | Місія доставки вантажу до МКС — продовольства, обладнання та матеріалів для проведення наукових експериментів. |